# États généraux de 1576-1577
Ne doit pas être confondu avec les États généraux de 1588-1589 (deuxièmes États généraux de Blois).

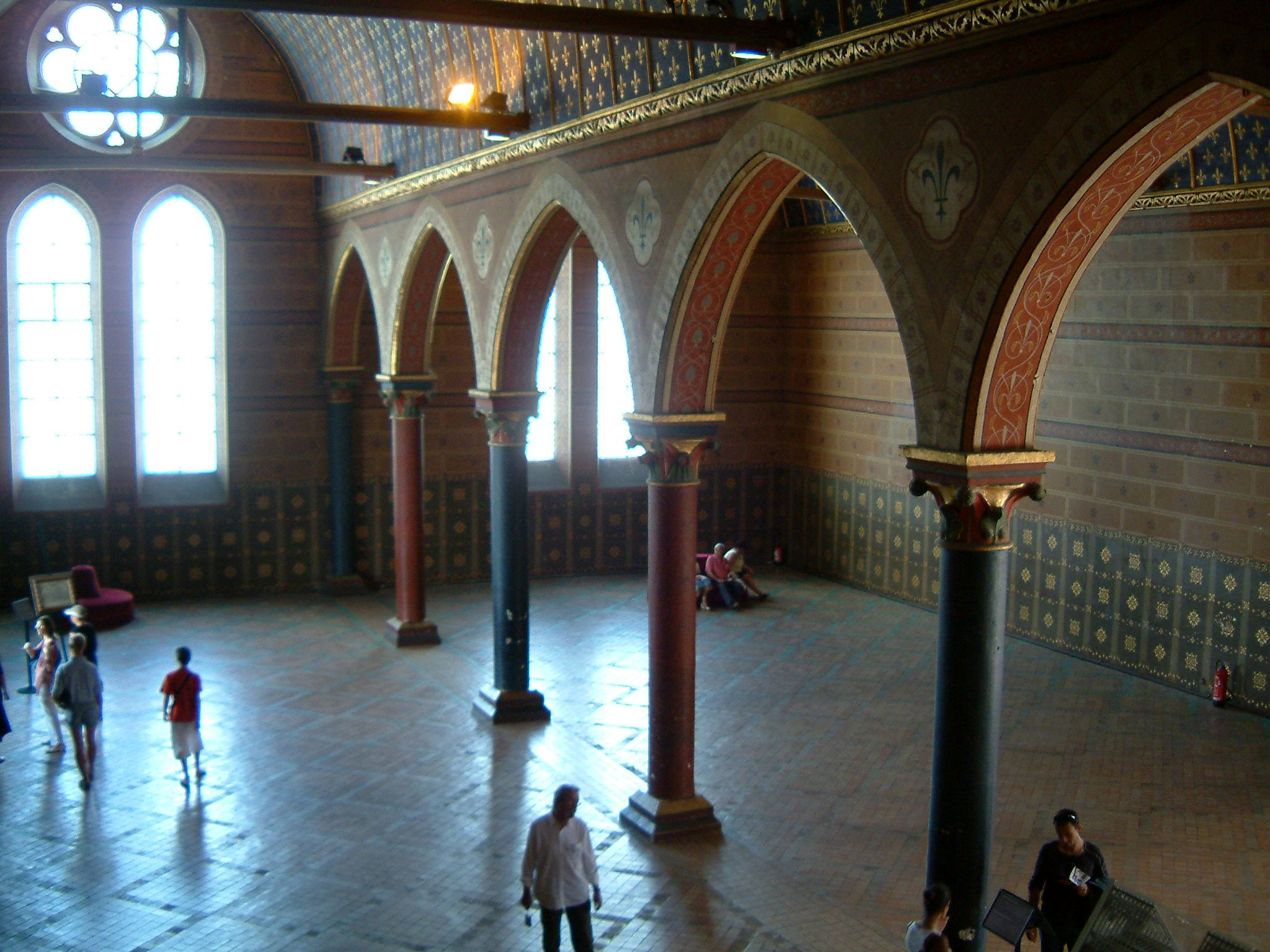
Salle des États au château de Blois où se sont déroulés ceux de 1576

Les états généraux de 1576-1577 se tiennent à Blois : l'édit de pacification  accordé par Henri III aux Huguenots fut révoqué, et le roi, après avoir inutilement tenté de s'opposer aux associations de défense catholique, s'en déclara lui-même le chef.